# 三方級獵雷艦
三方級獵雷艦（法語：Classe Tripartite，荷蘭語：Tripartite klasse）是一款由法國、比利時與荷蘭等三國所共同研製的獵雷艦，除廣泛服役於該三國海軍外，亦為巴基斯坦、印尼、拉脫維亞與保加利亞等多國海軍所採用。

## 概述
三方級獵雷艦由法國、比利時與荷蘭等三國共同研製，故得名。1974年12月，法、比、荷三國的海軍參謀長達成協議，決定共同開發一款新世代獵雷艦；1980年代起本級艦正式投產。在造艦分工上，法國負責製造武器裝備，比利時負責開發電子元件，而荷蘭則負責建造推進系統。法國與荷蘭原先各訂購了15艘，比利時則訂購了10艘；不過稍後建造數量遭到削減，最終法國購得11艘，荷蘭購得12艘，比利時購得10艘。
三國的三方級獵雷艦在成軍後均成為北大西洋公約組織所屬的第1水雷反制能力群的重要成員。
本級艦在執行掃雷作業時的最大航速為8節（14.8公里/小時），最大掃雷深度則為90公尺。

## 同級艦
| 擁有國     | 舷號 | 艦名                                | 動工                     | 服役                 | 除役                     | 結局                                           |
| ---------- | ---- | ----------------------------------- | ------------------------ | -------------------- | ------------------------ | ---------------------------------------------- |
| 法國       | M641 | 波江座號 Éridan                     | 1977年12月               | 1984年 4月           | 現正服役於法國海軍中     | 現正服役於法國海軍中                           |
| 法國       | M642 | 仙後星座號 Cassiopée                | 1979年 3月               | 1984年 5月           | 現正服役於法國海軍中     | 現正服役於法國海軍中                           |
| 法國       | M643 | 仙女星座號 Andromède                | 1980年 3月               | 1984年10月           | 現正服役於法國海軍中     | 現正服役於法國海軍中                           |
| 法國       | M644 | 飛馬號 Pégase                       | 1980年10月               | 1985年 5月           | 現正服役於法國海軍中     | 現正服役於法國海軍中                           |
| 法國       | M645 | 獵戶座號 Orion                      | 1981年 8月               | 1986年 1月           | 現正服役於法國海軍中     | 現正服役於法國海軍中                           |
| 法國       | M646 | 南十字號 Croix du Sud               | 1982年 4月               | 1986年11月           | 現正服役於法國海軍中     | 現正服役於法國海軍中                           |
| 法國       | M647 | 鷹號 Aigle                          | 1982年12月               | 1987年 7月           | 現正服役於法國海軍中     | 現正服役於法國海軍中                           |
| 法國       | M648 | 七弦琴號 Lyre                       | 1983年10月               | 1987年12月           | 現正服役於法國海軍中     | 現正服役於法國海軍中                           |
| 法國       | M649 | 英仙座號 Persée                     | 1984年10月               | 1988年11月           | 2009年 7月               |                                                |
| 法國       | M650 | 射手座號 Sagittaire                 | 1988年11月               | 1989年 7月           | 1992年 9月               | 售予巴基斯坦海軍，更名為法官號（M166）         |
| 法國       | M650 | 射手座號 Sagittaire                 | 1993年 2月               | 1996年 4月           | 現正服役於法國海軍中     | 現正服役於法國海軍中                           |
| 荷蘭       | M850 | 阿爾克馬爾號 HNLMS Alkmaar          | 1979年 1月               | 1983年 5月           | 2001年 5月               | 售予拉脫維亞海軍，更名為魯辛號（M-08）         |
| 荷蘭       | M851 | 代爾夫宰爾號 HNLMS Delfzijl         | 1980年 5月               | 1983年 8月           | 2001年 6月               | 售予拉脫維亞海軍，更名為維斯瓦爾迪斯號（M-07） |
| 荷蘭       | M852 | 多德雷赫特號 HNLMS Dordrecht        | 1981年 1月               | 1983年11月           | 2002年                   | 售予拉脫維亞海軍，更名為塔利瓦爾迪斯號（M-06） |
| 荷蘭       | M853 | 哈林號 HNLMS Haarlem                | 1981年 6月               | 1984年 1月           | 2011年9月                |                                                |
| 荷蘭       | M854 | 哈林根號 HNLMS Harlingen            | 1981年11月               | 1984年 4月           | 2005年                   | 售予拉脫維亞海軍，更名為伊曼塔號（M-04）       |
| 荷蘭       | M855 | 斯海弗寧恩號 HNLMS Scheveningen     | 1982年 5月               | 1984年 7月           | 2002年12月               | 售予拉脫維亞海軍，更名為維斯圖爾號（M-05）     |
| 荷蘭       | M856 | 馬斯勞斯號 HNLMS Maassluis          | 1982年11月               | 1984年12月           | 2011年9月                |                                                |
| 荷蘭       | M857 | 馬庫姆號 HNLMS Makkum               | 1983年 2月               | 1985年 5月           | 現正服役於荷蘭皇家海軍中 | 現正服役於荷蘭皇家海軍中                       |
| 荷蘭       | M858 | 米德爾堡號 HNLMS Middelburg         | 1983年 7月               | 1986年12月           | 2011年9月                |                                                |
| 荷蘭       | M859 | 赫勒富茨勞斯號 HNLMS Hellevoetsluis | 1983年12月               | 1987年 2月           | 2011年9月                |                                                |
| 荷蘭       | M860 | 斯希丹號 HNLMS Schiedam             | 1984年 5月               | 1986年 7月           | 現正服役於荷蘭皇家海軍中 | 現正服役於荷蘭皇家海軍中                       |
| 荷蘭       | M861 | 烏爾克號 HNLMS Urk                  | 1984年 9月               | 1986年12月           | 現正服役於荷蘭皇家海軍中 | 現正服役於荷蘭皇家海軍中                       |
| 荷蘭       | M862 | 齊里克齊號 HNLMS Zierikzee          | 1985年 2月               | 1987年 5月           | 現正服役於荷蘭皇家海軍中 | 現正服役於荷蘭皇家海軍中                       |
| 荷蘭       | M863 | 弗拉爾丁恩號 HNLMS Vlardingen       | 1985年 7月               | 建造途中售予印尼海軍 | 建造途中售予印尼海軍     | 建造途中售予印尼海軍                           |
| 荷蘭       | M864 | 威廉斯塔德號 HNLMS Willemstad       | 1985年 3月               | 建造途中售予印尼海軍 | 建造途中售予印尼海軍     | 建造途中售予印尼海軍                           |
| 比利时     | M915 | 翠菊號 BNS Aster                    | 1983年 4月               | 1985年12月           | 現正服役於比利時海軍中   | 現正服役於比利時海軍中                         |
| 比利时     | M916 | 貝利斯號 BNS Bellis                 | 1983年 2月               | 1986年 9月           | 現正服役於比利時海軍中   | 現正服役於比利時海軍中                         |
| 比利时     | M917 | 番紅花號 BNS Crocus                 | 1984年10月               | 1987年 2月           | 現正服役於比利時海軍中   | 現正服役於比利時海軍中                         |
| 比利时     | M918 | 石竹號 BNS Dianthus                 | 1985年 4月               | 1987年 8月           | 1997年 5月               | 售予法國海軍，更名為魔羯座號（M653）           |
| 比利时     | M919 | 紫紅色號 BNS Fuchsia                | 1985年10月               | 1988年 3月           | 1997年 5月               | 售予法國海軍，更名為仙王座號（M652）           |
| 比利时     | M920 | 鳶尾花號 BNS Iris                   | 1986年 5月               | 1988年10月           | 1997年 5月               | 售予法國海軍，更名為水瓶座號（M651）           |
| 比利时     | M921 | 半邊蓮號 BNS Lobelia                | 1986年12月               | 1989年 5月           | 現正服役於比利時海軍中   | 現正服役於比利時海軍中                         |
| 比利时     | M922 | 勿忘號 BNS Myosotis                 | 1987年 7月               | 1989年12月           | 2004年                   | 售予保加利亞海軍，更名為齊巴爾號               |
| 比利时     | M923 | 納西斯號 BNS Narcis                 | 1988年 2月               | 1990年 9月           | 現正服役於比利時海軍中   | 現正服役於比利時海軍中                         |
| 比利时     | M924 | 報春花號 BNS Primula                | 1988年11月               | 1991年 5月           | 現正服役於比利時海軍中   | 現正服役於比利時海軍中                         |
| 巴基斯坦   | M167 | 法官號 PNS Muhafiz                  | 1995年 7月               | 1996年 4月           | 現正服役於巴基斯坦海軍中 | 現正服役於巴基斯坦海軍中                       |
| 巴基斯坦   | M164 | 慕加希號 PNS Mujahid                | N/A                      | 1998年 7月           | 現正服役於巴基斯坦海軍中 | 現正服役於巴基斯坦海軍中                       |
| 印度尼西亞 | 711  | 倫蓋特島號 KRI Pulau Rengat         | 建造過程中向荷蘭海軍購得 | 1988年 3月           | 現正服役於印尼海軍中     | 現正服役於印尼海軍中                           |
| 印度尼西亞 | 712  | 魯帕島號 Pulau Rupat                | 建造過程中向荷蘭海軍購得 | 1988年 3月           | 現正服役於印尼海軍中     | 現正服役於印尼海軍中                           |

## 外部連結
- Photos of Tripartites from NATO exercise（页面存档备份，存于）
- Belgian navy page with technical specifications（页面存档备份，存于）
- Dutch navy page about mine hunters (in Dutch)（页面存档备份，存于） including a page on Alkmaar class（页面存档备份，存于）
- World Navies（页面存档备份，存于） - list of ships in each navy